# Havuz, Kangal
Havuz là một thị trấn thuộc huyện Kangal, tỉnh Sivas, Thổ Nhĩ Kỳ. Dân số thời điểm năm 2011 là 1.353 người.